# 桜井勝延
桜井 勝延（さくらい かつのぶ、1956年（昭和31年）1月4日 - ）は、日本の政治家、南相馬市議会議員（3期）、元福島県南相馬市長（2期）、元原町市議会議員（1期）。

## 来歴
福島県原町（現・南相馬市）生まれ。岩手大学農学部卒業。大学卒業後は地元に戻り、稲作や酪農を手がけた。
2003年（平成15年）3月4日、原町市議会議員選挙に立候補し、初当選を果たした。2006年（平成18年）1月1日、原町市・相馬郡小高町・鹿島町が合併。南相馬市が誕生し、そのまま南相馬市議会議員となる。同年11月12日の南相馬市議会議員選挙（原町選挙区）において第1位で再選。2010年（平成22年）1月10日、南相馬市議を辞職。1月17日投開票の南相馬市長選挙に無所属（民主党推薦）で立候補し、親戚であり現職の渡辺一成・南相馬市長を僅差で下して当選した（得票数は桜井：19,741票、渡辺：19,044票）。同年1月29日に初登庁。
2014年（平成26年）1月19日投開票の南相馬市長選挙に、再生可能エネルギー推進や東京電力への損害賠償請求部署の新設等を公約に掲げ、再選を目指して出馬。前市長の渡辺一成、前南相馬市議会議長の横山元栄の2候補を破り、再選。
2014年東京都知事選挙では、「即時原発ゼロ」を掲げる細川護煕元首相への支持を表明し、2014年2月2日には細川の応援に駆け付け、細川への支持を訴えたが、細川は舛添要一、宇都宮健児の後塵を拝し、得票数3位で落選した。
2017年（平成29年）10月2日、任期満了に伴う市長選に3選を目指し立候補すると表明。翌2018年（平成30年）1月の市長選に立候補。民進党系・共産党の市議や立憲民主党の支援を受けるも元市経済部長の門馬和夫に破れ落選した。
2022年（令和4年）1月23日投開票の南相馬市長選挙に立候補するも現職の門馬に破れ再び落選した。その後、同年11月20日投開票の南相馬市議会議員選挙に立候補し、6061票でトップ当選で市議復帰を果たした。

## 南相馬市長として

### 除染作業談合疑惑
南相馬市経済復興懇談会と銘打つ会合で竹中工務店の常務執行役員、竹中土木の福島営業所長、大成建設の執行役員、前田建設工業の総合企画部長、安藤建設の社長等との宴を東京の椿山荘で開催している。南相馬市は生活圏の除染を、竹中工務店を中核とする民間事業体（JV）に約400億円で一括発注。さらに2012年は農地除染についても竹中JVに随意契約（約66億円）で一括発注した。「なぜ、竹中ばかり。しかも随契なのか」、「桜井市長が竹中一本に決めてしまった」と、地元議員から批判されている。

### 二度の問責決議可決
- 2010年（平成22年）6月、南相馬市議会に桜井市長に対する問責決議案が提出された。桜井への問責決議を提出した市政野党会派の市議は、問責の理由について「4年間での市債100億円削減などは実現不可能で、公約自体に財源的な裏付けがないことが露呈」「全会一致で昨年議決した（工業団地造成の）工業基盤基本計画策定事業は事業仕分けの結果、市長判断で廃止され、3200万円の調査費が無駄になった」等を挙げた。6月23日の本会議において賛成16票、反対8票の賛成多数で問責決議は可決された。問責決議に法的拘束力はないが、同年11月に予定される南相馬市議選を前に、市議会における桜井市長の支持基盤の脆弱性を示す結果になった。桜井は問責決議が可決された後、報道陣の取材に対し「公約は市長給与50%減額などすでに実行。工業団地の件は企業の動向を各方面に照会した上で庁内で決めたもので独断ではない」「結果は結果として受け止めたい。今定例会までに精査が間に合わなかったが、特別会計も含め、目標に向かってしっかり精査し、9月定例会で説明したい」「ガラス張り市長室設置や事業仕分けなど、短期間でできる公約は実現した。私の当選を思わしくないと考えているのではないか」などと述べた[11][12][13]。

- 2012年（平成24年）9月26日、南相馬市議会で再び桜井市長に対する問責決議案が賛成14票、反対7票、棄権1票の賛成多数で可決された[14]。問責決議を提出した市政野党会派に所属する市議は、問責決議の理由について「独断と思い付きの執行を繰り返す一方、除染の仮置き場確保に熱意が見られず、対応が進んでいない。市職員の大量退職も生み出した」と述べた。

### その他
2011年（平成23年）3月11日に発生した東日本大震災で南相馬市も被災し、南相馬市長である桜井はその対応に追われた。被災した南相馬市の窮状等を国内テレビ番組やYouTubeにて積極的に訴え、米国タイム誌から、2011年版の「世界で最も影響力のある100人」に選ばれた。震災後は早くから「脱原発」の方針を表明。原発建設の見返りに政府から交付される「原発施設等周辺地域交付金」の受け取りを辞退する等、原発に依存しないまちづくりを目指しており、脱原発をめざす首長会議の世話人を務めている。
2013年（平成25年）、政府は南相馬市を避難指示解除準備区域に指定する方針を決定。しかし、南相馬市民からは「住民に何の相談もないまま、（住民の立ち入りを厳しく制限する警戒区域が解除され）避難指示解除準備区域に区分けされたことには納得していない」「帰還できるとみなすタイミングは何を基準に判断するのか。前回のように、市長が先走って住民に何の相談もなく、避難区域の変更を受け入れてしまうことだけはやめてほしい」「勝算の不明確な除染に頼るやり方で本当にいいのか。それよりも、別の場所での再起を決断した人を含めて、住民の生活再建を第一に考えてほしい」等、反対の声も上がり、2月2日に南相馬市内で行われた住民との懇談会においても、多くの住民から南相馬市の対応について疑問や批判的な意見が続出した。同年12月4日、南相馬市議会は2012年度一般会計決算を、除染の遅れにより多額の未執行が生じたことなどを理由に不認定とした。